# Frans Bouckaert
Frans Bouckaert (Gent, 4 december 1934 - Brugge, 31 januari 2018) was een Belgisch hoogleraar, notaris en auteur van wetenschappelijke juridische werken.

## Levensloop
Bouckaert studeerde aan de Rijksuniversiteit Gent en promoveerde in 1958 met grote onderscheiding tot licentiaat in de rechten en met onderscheiding tot licentiaat in het notariaat.
Van 1961 tot 1964 was hij assistent internationaal privaatrecht aan de Gentse universiteit. Van 1964 tot 1967 vervulde hij een lesopdracht in Lubumbashi (Congo). Van 1967 tot 1970 liep hij notariële stage in Brugge bij zijn oom notaris Joseph De Vestele en volgde hem in 1970 op. Hij nam ontslag in 1995 en werd opgevolgd door zijn schoonzoon François Blontrock.
In 1972 begon hij, naast zijn notariaat, een academische carrière aan de Katholieke Universiteit Leuven. Hij werd praktijklector, belast met het doceren van het vak 'opstellen van vennootschapsakten'. In 1976 werd hij benoemd tot docent en in 1987 tot deeltijds hoogleraar. Vanaf 1990 doceerde hij ook het vak 'notarieel internationaal privaatrecht'.

## Andere activiteiten
Bouckaert was:
- Hoofdredacteur van het Tijdschrift voor notarissen, dat onder zijn impuls en dat van zijn confrater Edgard Van Hove, uitgroeide tot een gereputeerd wetenschappelijk tijdschrift in het notarieel recht (1987-2010)
- Voorzitter van de Commissie Studie en Wetgeving van het notariaat (1986-1990)
- Directeur van het Consultatiecentrum van de Koninklijke Federatie van het Belgisch Notariaat
- Voorzitter van de Kamer van notarissen van Brugge

## Privé
Bouckaert was de jongste zoon van de arts en hoogleraar Jean-Jacques Bouckaert (1901-1983), die van 1961 tot 1969 rector was van de Rijksuniversiteit Gent, en van Ghislaine van der Heyden, uit een Oostendse notarisfamilie.
Hij was getrouwd en kreeg zes kinderen.
Hij was lid en proost van de Edele Confrérie van het Heilig Bloed.
Bouckaert was natuurliefhebber en jager.

## Publicaties
- Facetten van ondernemingsrecht: liber amicorum professor Frans Bouckaert, Leuven, Universitaire Pers, 2000.
- Verbintenissenrecht en notariële praktijk, hoofdstuk 9 in: Actualia Vennootschapsrecht, Leuven, Universitaire Pers, 2001.
- (samen met Jan Byttebier) Beslag en rangregeling, Leuven, Universitaire Pers, 2001.
- Rechtspersonenrecht: grepen uit de notariële praktijk, hoofdstuk 5 in: Notariële facetten van het contractenrecht, Leuven, Universitaire Pers, 2004.